# Mlada dama i huligan
Mlada dama i huligan (rus. Барышня и хулиган) ruski je film redatelja Jevgenija Slavinskog i Vladimira Majakovski.

## Radnja
Radnja filma se odvija u predrevolucionarnoj Rusiji. Film prikazuje proturječja čovjeka: spoj njegove buntovnosti s nesebičnom ljubavlju.

## Uloge
- Vladimir Majakovski
- Alexandra Rebikova
- Fjodor Dunaev

## Vanjske poveznice
- Mlada dama i huligan na Kino Poisk